# Albert Kohler
Albert Stefan Kohler (* 18. November 1883 in Basel; † 7. Dezember 1946 in Ascona) war ein Schweizer Maler, Illustrator und Bildhauer.

## Leben
Albert Kohler wuchs als Kind eines Hoteliers in Basel auf. Ab 1902 studierte er an der Münchner Akademie der Bildenden Künste bei Johann Caspar Herterich und Franz von Stuck. Studienreisen führten ihn nach Italien; dort arbeitete er in Anticoli bei Rom, in Neapel, Florenz und Pompeji. Von 1912 bis 1914 lebte er in Paris, anschliessend bis 1918 in Zürich. 1919 liess er sich in Ascona im Tessin nieder, wo er 1927 eine Malschule eröffnete. 1924 war er Mitbegründer der Künstlergruppe «Der Grosse Bär» und hatte Kontakt zu den Künstlern auf dem Monte Verità. Gelegentlich hielt er sich auch in Berlin, Paris und Holland auf.

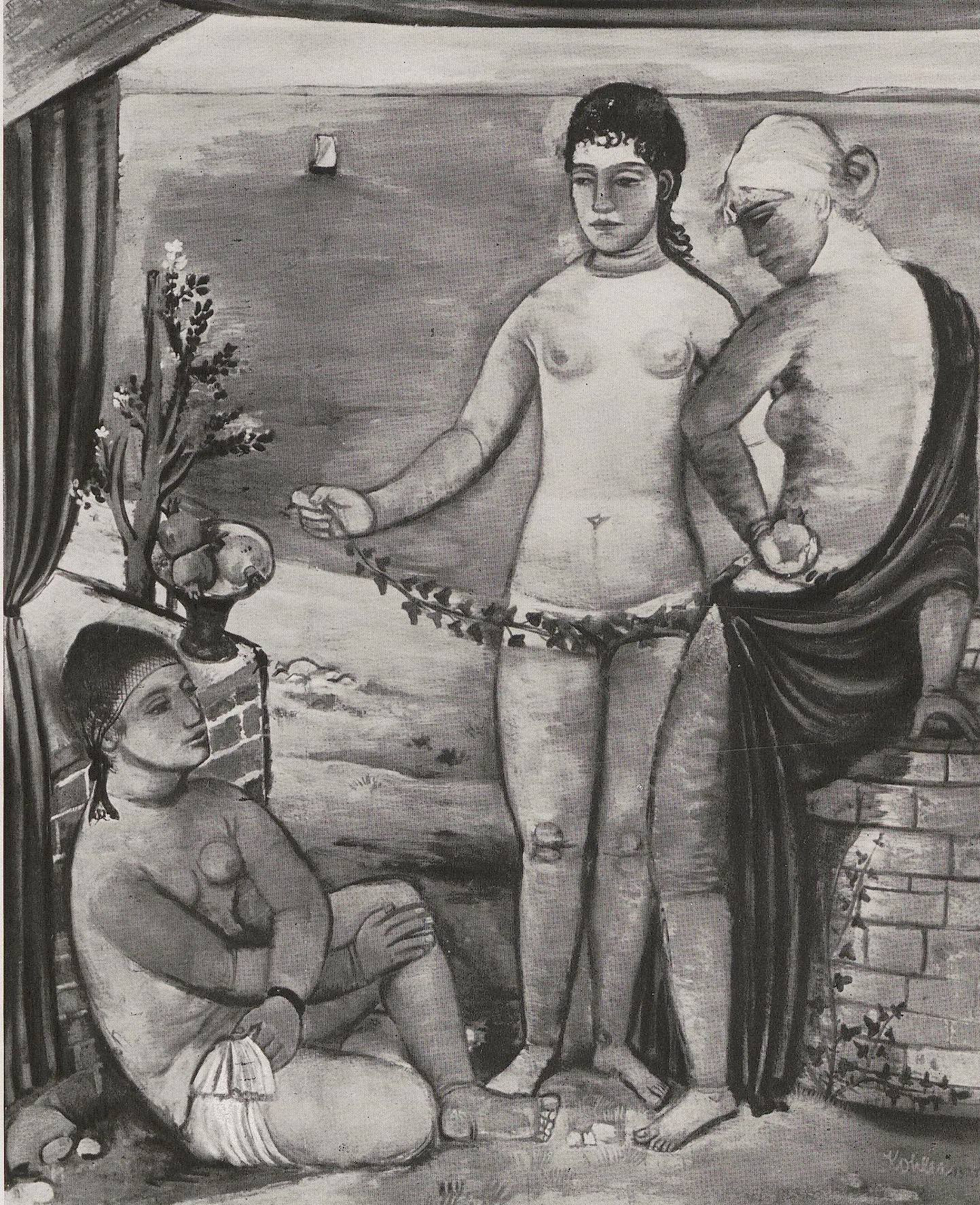
Albert Kohler, Ascona, Karton für ein Fresko

## Werk
Albert Kohler malte vorwiegend Landschaften, figürliche Darstellungen und Stillleben. Gelegentlich war er auch als Bildhauer tätig. 1915 stellte er seine Werke zum ersten Mal im Kunsthaus Zürich aus. Später folgten Ausstellungen u. a. in der Kunsthalle Bern, im Kunsthaus Aargau, im Hamburger Kunstverein und im Museo Comunale d’Arte Moderna in Ascona.
2010 wurden im Atelier Otto Niemeyer-Holstein Werke der Künstlergruppe «Der Grosse Bär» gezeigt.